# Colin Brittain
Colin "Doc" Brittain (* 29. prosince 1986, Pensacola) je americký skladatel, producent a hudebník pracující v nahrávací společnosti Warner Chappell Music. V září roku 2024 se stal novým bubeníkem rockové skupiny Linkin Park, kde nahradil Roba Bourdona. Před nástupem do kapely psal a produkoval písničky pro skupiny Papa Roach, Hands Like Houses, Basement, Dashboard Confessional, 5 Seconds of Summer, Miyavi a One OK Rock.

## Kariéra
Svou kariéru začal hraním na bicí v kapele Oh No Fiasco, se kterými vydal debutové EP.
Během své kariéry převážně psal a produkoval písničky pro skupiny Papa Roach, Hands Like Houses, Basement, Dashboard Confessional, 5 Seconds of Summer, Miyavi a One Ok Rock.
V roce 2024 se stal novým bubeníkem v americké rockové kapele Linkin Park, když se původní bubeník kapely Rob Bourdon odmítl připojit k obnovené kapele s novou zpěvačkou Emily Armstrong.

## Diskografie

### Linkin Park
- From Zero (2024)